# Alexander Salby
Alexander Salby (Aabenraa, 4 juni 1998) is een Deens wielrenner die sinds 2025 uitkomt voor Li Ning Star.

## Carrière
In 2018 maakte Salby de overstap naar het Deense Team ColoQuick. Waar hij tot en met 2021 voor zou rijden. In 2022 was hij een jaar actief voor Riwal Cycling Team. In augustus van 2022 werd kenbaar gemaakt dat Salby een contract voor twee jaar had getekend bij het Belgische Bingoal WB. 
Zijn eerste profzege behaalde hij in 2023 in La Tropicale Amissa Bongo. Na twee jaar bij Bingoal WB maakte Salby in 2025 de overstap naar het Chinese Li Ning Star. Namens die ploeg won hij in maart van dat jaar drie etappes in de Ronde van Thailand.

## Palmares
2023
7e etappe La Tropicale Amissa Bongo
2024
5e etappe ZLM Tour
2025
2e, 3e en 5e etappe Ronde van Thailand
Eind- en puntenklassement Ronde van Thailand
5e etappe Ronde van Hainan
1e etappe Yellow River Estuary Road Cycling Raace
3e en 8e etappe Ronde van Qinghai

## Resultaten in voornaamste wedstrijden
|      | \| Jaar \| Parijs-Roubaix \| \| ---- \| -------------- \| \| 2023 \| opgave \| \| 2024 \| opgave \| |
| Jaar | Parijs-Roubaix                                                                                      |
| 2023 | opgave                                                                                              |
| 2024 | opgave                                                                                              |

## Ploegen
- 2017 –  BHS-Almeborg-Bornholm
- 2018 –  Team ColoQuick
- 2019 –  Team ColoQuick
- 2020 –  Team ColoQuick
- 2021 –  Team ColoQuick
- 2022 –  Riwal Cycling Team
- 2023 –  Bingoal WB
- 2024 –  Bingoal WB
- 2025 –  Li Ning Star

Blouwe · De Maeght · De Tier · Desal · Guerin · Lauk · Malucelli · Meens · Mertens · Mertz · Peyskens · Robeet · Salby · Teugels · Tizza · Van Boven · Van der Beken · Van Keirsbulck · Van Rooy · Vandepitte · Matthys (stagiair) · Persico (stagiair)
Blouwe · De Meester · De Tier · Desal · Matthys · Meens · Mertens (tot 31/5) · Persico · Peyskens · Portsmouth · Salby · Teugels · Tizza · Van Boven · Van der Beken · Van Rooy · Vandepitte · Vermoote · Villa · Vliegen · Weemaes · Van Petegem (stagiair)